# Coppa Messapica
La Coppa Messapica è una corsa in linea di ciclismo su strada che si svolge ogni anno a Ceglie Messapica, in Italia. È riservata agli Uomini Élite e Under-23.

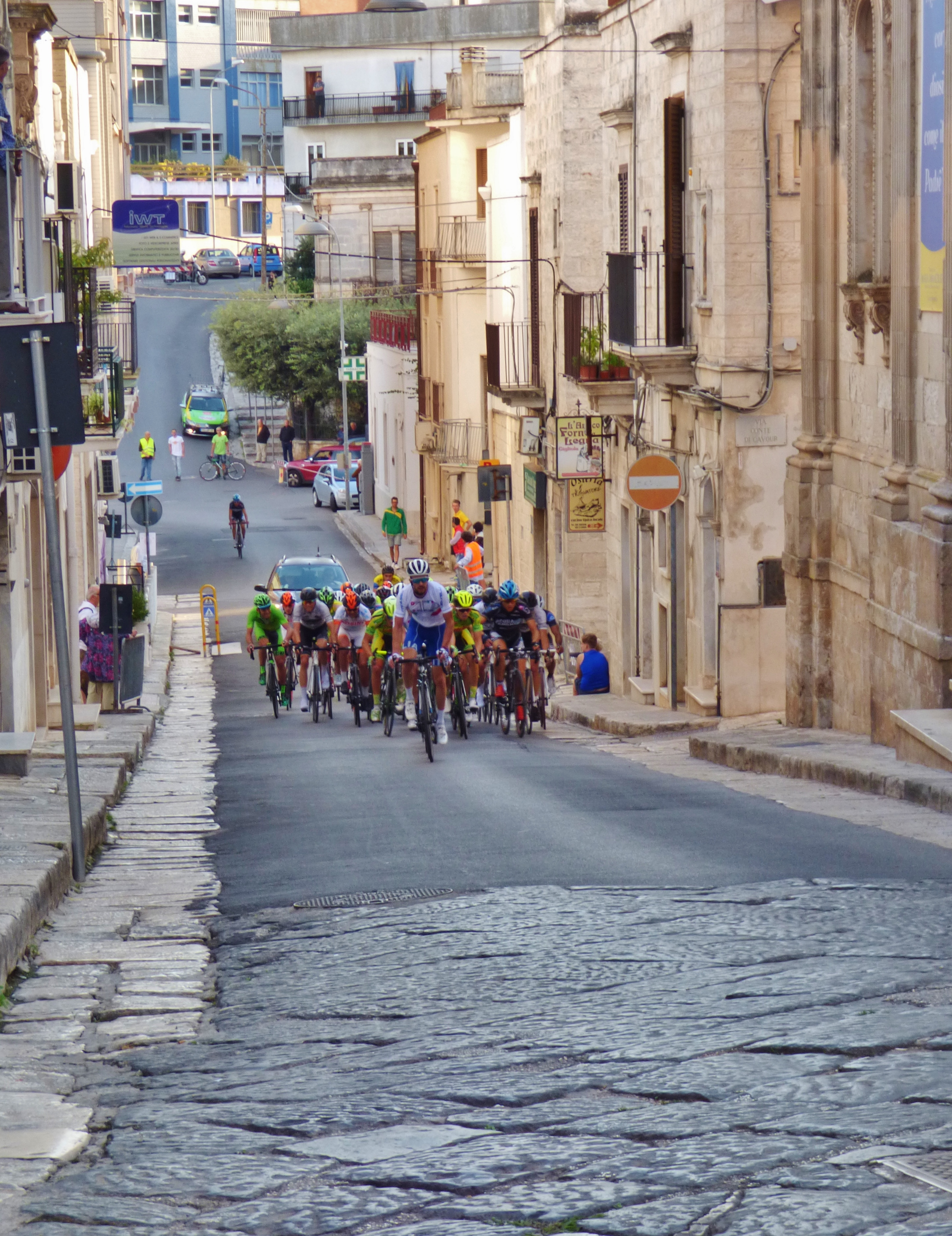
Gruppo di ciclisti partecipanti alla Coppa Messapica, edizione del 2016

## Storia
Dal 1952 si disputa nel comune di Ceglie Messapica e dintorni. La Coppa Messapica, una competizione ciclistica di rilevanza nazionale, è attualmente la più importante gara del Sud Italia,  nata come competizione dilettantistica ed attualmente riservata alle categorie Elite e Under 23. 
Inizialmente la competizione è stata organizzata da un gruppo di cittadini appassionati di ciclismo, poi dal gruppo sportivo "Pedale Ceglie" ed attualmente dalla ASDC G.S.C. "Orazio Lorusso".
Nel 1982 la competizione valse come prova unica del campionato italiano femminile di ciclismo su strada juniores e seniores, le vincitrici per le due categorie furono rispettivamente Roberta Bonanomi e Maria Canins.
La 58ª edizione, quella del 2017, è valsa per l'assegnazione dei titoli di Campione Italiano Under 23 ed Élite maschile che sono stati assegnati rispettivamente a Matteo Moschetti (Under23) e Gianluca Milani (Élite).
In occasione della 60ª edizione la società organizzatrice della Coppa Messapica, in collaborazione con l'Amministrazione Comunale di Ceglie, ha realizzato un evento celebrativo della gara a cui hanno preso parte alcuni dei vincitori tra cui Damiano Capodivento, Savino Lombardi, Filippo Calabrese, Giuseppe di Sciorio e Vito Di Tano e gli storici organizzatori della gara; per l'occasione è stato redatto anche un libro: 60 Anni di Coppa Messapica.
La 62ª edizione, quella del 2022, corsa in occasione del 70º anniversario dalla prima edizione, insieme alle competizioni Costa dei Trulli e Targa Crocifisso di Polignano a Mare é valsa per l'assegnazione del titolo del Giro di Puglia Under23 ed Elite.
Dalla 62ª edizione, quella del 2022, insieme alle competizioni Costa dei Trulli e Targa Crocifisso di Polignano a Mare vale per l'assegnazione del titolo del Giro di Puglia Under23 ed Élite.

## Albo d'oro
Aggiornato all'edizione 2022.
Legenda
     Valida come prova unica del campionato italiano su strada della rispettiva categoria
| Ediz. | Anno      | Vincitore            | Secondo               | Terzo                 |
| ----- | --------- | -------------------- | --------------------- | --------------------- |
| 1ª    | 1952      | Luigi Mastroianni    | Aldo Lotti            | Vincenzo Fausto       |
| 2ª    | 1953      | Michele Caggiani     | De Luca               | Giuseppe Tocci        |
| 3ª    | 1954      | Michele Caggiani     | Gaetano Cuoccio       | Antonio Mandunzio     |
| 4ª    | 1955      | Silvio D'Andrea      | Michele Caggiani      | Michele Paparella     |
| 5ª    | 1956      | Enrico Paoletti      | Noè Conti             | Nello Velucchi        |
| 6ª    | 1957      | Filippo Di Salvatore | Michele Caggiani      | Primo Serini          |
|       | 1958      | non organizzata      | non organizzata       | non organizzata       |
| 7ª    | 1959      | Luigi Arienti        | Michele Maggini       | Mario Camilletti      |
| 8ª    | 1960      | Sandro Cervellini    | Giancarlo Ceppi       | Quattrini             |
| 9ª    | 1961      | Alfredo Maggioli     | Desiderio Di Gesualdo | Allicino              |
| 10ª   | 1962      | Sergio Carloni       | Alfredo Marocchi      | Otello Paniccia       |
| 11ª   | 1963      | Domenico Marzullo    | Damiano Capodivento   | Giancarlo Stefanelli  |
| 12ª   | 1964      | Silvio Clementi      | Damiano Capodivento   | Leonardo Marcovecchio |
| 13ª   | 1965      | Damiano Capodivento  | Filippo Calabrese     | Luigi Logoluso        |
| 14ª   | 1966      | Ciro Serini          | Luigi Logoluso        | Gaetano Giorgio       |
| 15ª   | 1967      | Elio Carapella       | Filippo Calabrese     | Leonardo Marcovecchio |
| 16ª   | 1968      | Savino Lombardi      |                       |                       |
|       | 1969-1970 | non organizzata      | non organizzata       | non organizzata       |
| 17ª   | 1971      | Giovanni Franzin     |                       |                       |
| 18ª   | 1972      | Filippo Calabrese    |                       |                       |
| 19ª   | 1973      | Vilson Longarini     | Luciano Ghergo        | Paolo Pieroni         |
| 20ª   | 1974      | Vilson Longarini     | Cosimo De Salve       | Filippo Calabrese     |
| 21ª   | 1975      | Luigi Casalguidi     | stefano D'Arcangelo   | Aurelio Cantore       |
| 22ª   | 1976      | Filippo Calabrese    | Aurelio Cantore       | Domenico Marinelli    |
| 23ª   | 1977      | Filippo Calabrese    | Aurelio Cantore       | Roberto Fanagliulo    |
| 24ª   | 1978      | Giuseppe Di Sciorio  | Vito Di Tano          | Antonio Narducci      |
| 25ª   | 1979      | Giuseppe Di Sciorio  | Gabriele Faedi        | Fiorenzo Landoni      |
| 26ª   | 1980      | Domenico Marinelli   |                       |                       |
| 27ª   | 1981      | Bengt Asplund        | Secondo Volpi         | Giuliano Tommasoli    |
| 28ª   | 1982 (1)  | Maria Canins         | Francesca Galli       | Adalberta Marcuccetti |
| 28ª   | 1982 (2)  | Roberta Bonanomi     | Imelda Chiappa        | Cinzia Orsi           |
|       | 1983-1985 | non organizzata      | non organizzata       | non organizzata       |
| 29ª   | 1986      | Vito Di Tano         |                       |                       |
| 30ª   | 1987      | Luciano Bottaro      |                       |                       |
| 31ª   | 1988      | Antonio Narducci     | Vito Di Tano          | Antonio Lodi          |
| 32ª   | 1989      | Michele Viglietti    |                       |                       |
| 33ª   | 1990      | Elwis Maffi          |                       |                       |
| 34ª   | 1991      | Renato Falcinelli    | Raffaele Ziri         | Giuseppe Archetti     |
| 35ª   | 1992      | Simone Zucchi        |                       |                       |
| 36ª   | 1993      | Giorgio Iodice       | Fabio Somaschini      | Francesco Di Ruscio   |
| 37ª   | 1994      | Denis Fuser          | Marco Di Rienzo       | Michele Laddomada     |
| 38ª   | 1995      | Giorgio Feliziani    | Andrea Paluan         | Cristian Rigamonti    |
| 39ª   | 1996      | Antonio Di Maggio    | Moreno di Biase       | Piero Caucchiolo      |
| 40ª   | 1997      | Pietro Maria Petrini |                       |                       |
| 41ª   | 1998      | Milan Kadlec         | Pietro Maria Petrini  | Tupak Casmedi         |
| 42ª   | 1999      | Andrei Moukhine      | Alexei Kuznetsov      | Luca Finotti          |
|       | 2000-2001 | non organizzata      | non organizzata       | non organizzata       |
| 43ª   | 2002      | Alessandro Donati    | Ihor Masny            | Stanislav Yakushev    |
| 44ª   | 2003      | Ivan Stević          | Sergio Laganà         | Alessandro Donati     |
| 45ª   | 2004      | Maximiliano Richeze  | Francesco Reda        | Bruno Rizzi           |
| 46ª   | 2005      | Gianandrea Marioli   | Marco Carletti        | Francesco Di Paolo    |
| 47ª   | 2006      | Rocco Capasso        | Elio Saavedra         | Julián Muñoz          |
| 48ª   | 2007      | Mauro Finetto        | Edoardo Girardi       | Luis Pulido           |
| 49ª   | 2008      | Gianfranco Visconti  | Fabio Piscopiello     | Mattia Vaccari        |
| 50ª   | 2009      | Maksym Averin        | Donato De Ieso        | Fabio Piscopiello     |
| 51ª   | 2010      | Maksym Averin        | Julián Arredondo      | Paolo Colonna         |
| 52ª   | 2011      | Stiven Fanelli       | Eros Piccin           | Roberto Giacobazzi    |
| 53ª   | 2012      | Luca Ferrante        | Donato De Ieso        | Cristian Raileanu     |
| 54ª   | 2013      | Nicola Gaffurini     | Simone Petilli        | Riccardo Stacchiotti  |
| 55ª   | 2014      | Mirco Maestri        | Paolo Totò            | Matteo Marcolin       |
| 56ª   | 2015      | Raffaello Bonusi     | Davide Gabburo        | Davide Pacchiardo     |
| 57ª   | 2016      | Giovanni Lonardi     | Alessandro Fedeli     | Francesco Romano      |
| 58ª   | 2017 (1)  | Gianluca Milani      | Nicolò Rocchi         | Claudio Longhitano    |
| 58ª   | 2017 (2)  | Matteo Moschetti     | Mirco Sartori         | Raffaele Radice       |
| 59ª   | 2018      | Umberto Marengo      | Filippo Bertone       | Fabrizio Capodicasa   |
| 60ª   | 2019      | Filippo Tagliani     | Raffaele Radice       | Matteo Rotondi        |
|       | 2020      | non organizzata      | non organizzata       | non organizzata       |
| 61ª   | 2021      | Francesco Romano     | Andrea Biancalani     | Manuele Tarozzi       |
| 62ª   | 2022      | Gianmarco Garofoli   | Riccardo Moro         | Francesco Busatto     |
| 63ª   | 2023      | Filippo D’Aiuto      | Andrea D’Amato        | Alessandro Romele     |
| 64ª   | 2024      | Andrea D’Amato       | Marco Palomba         | Nicolò Pettiti        |